# Quarten
Quarten es una comuna suiza del cantón de San Galo, ubicada en el distrito de Sarganserland. Limita al noroeste con la comuna de Amden, al norte con Wildhaus-Alt St. Johann, al noreste con Walenstadt, al sureste con Flums, al sur con Glaris Sur (GL), y al oeste con Glaris Norte (GL).

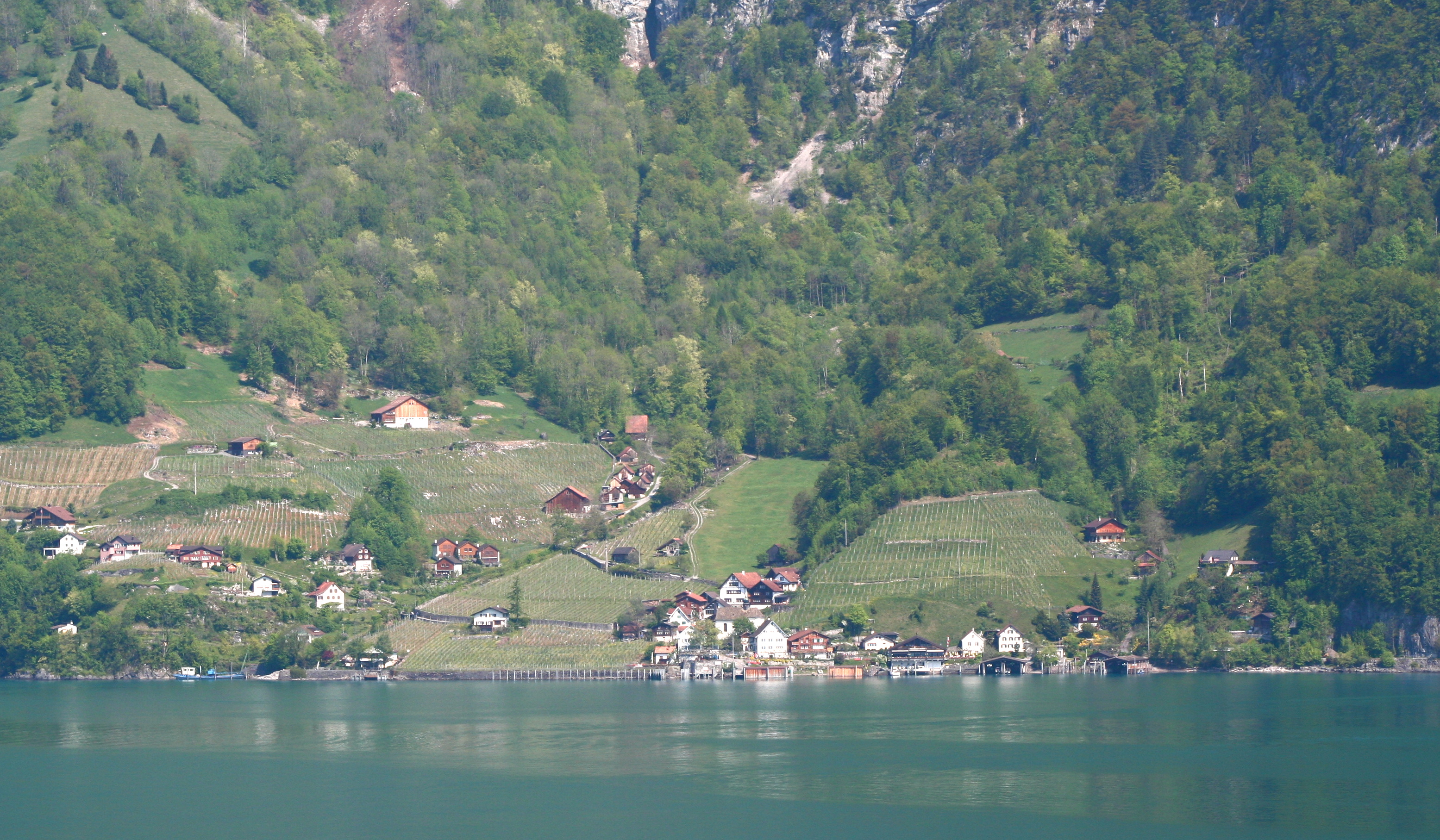
Vista de Quinten junto al lago de Walen.